# Blagovica
Blagovica este o localitate din comuna Lukovica, Slovenia, cu o populație de 101 locuitori.